# مارتاکوو
مارتاکوو (به لاتین: Martakovo) یک منطقهٔ مسکونی در روسیه است که در استان آرخانگلسک واقع شده‌است.